# Matthias Trübner

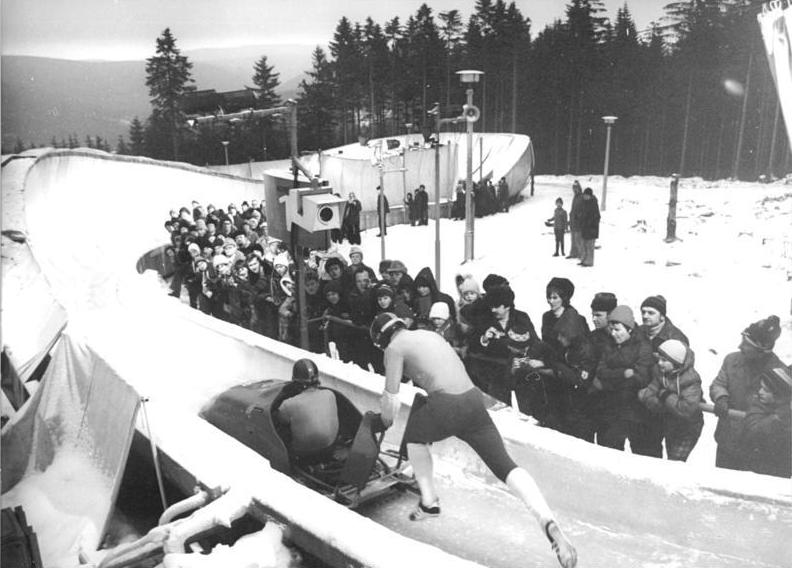
Matthias Trübner (im Vordergrund, rechts) mit Bernhard Lehmann (im Bob), 1977.

Matthias Trübner (geb. 13. Juni 1955) ist ein ehemaliger DDR-Bobfahrer. Er war Mitte der 1980er aktiv. Er gewann jeweils eine Goldmedaille im Viererbob bei der Bob-Weltmeisterschaft 1981 in Cortina d’Ampezzo und bei der Bob-Weltmeisterschaft 1985 in Cervinia.

## Leben
Trübner begann zunächst als Leichtathlet im Zehnkampf beim SC Turbine Erfurt (1973–1976). 1977 wechselte er zum ASK Vorwärts Oberhof. Mit Bernhard Germeshausen, Henry Gerlach und Hans-Jürgen Gerhardt gewann er 1981 eine Goldmedaille bei der Weltmeisterschaft und erneut 1985 mit Bernhard Lehmann, Ingo Voge und Steffen Grummt.
1988 beendete er seine aktive Laufbahn und wurde Trainer. Die erfolgreichsten von ihm trainierten Sportler sind André Lange und Maximilian Arndt.

## Familie
Trübner ist seit 1975 verheiratet und hat einen Sohn. Er wohnt in Suhl.

## Erfolge
Goldmedaillen:
- Bob-Weltmeisterschaft 1981 in Cortina d’Ampezzo
- Bob-Weltmeisterschaft 1985 in Cervinia